# Vârful Sihloaia, Obcina Mare
Vârful Sihloaia, având înălțimea de 1.224 m,  este cel înalt vârf din sub-grupa montană Obcina Mare, parte a Carpaților Orientali.

## Alte vârfuri montane
Vârful Scorușet este al doilea din această sub-grupă montană a Obcinei Mari cu înălțimea de 1.233 de metri.

## Vezi și
- Munții Carpați
- Lista munților din România
- Carpații Orientali
- Lista grupelor muntoase din Carpații Orientali
- Carpații Maramureșului și Bucovinei
- Listă a vârfurilor muntoase din România după înălțimea lor